# José Luis Arrieta
José Luis Arrieta Lujambio (nascido em 15 de junho de 1971, em San Sebastián) é um ex-ciclista espanhol. Sua última competição profissional para o UCI ProTour foi pela Ag2r-La Mondiale. Atualmente é um diretor esportivo da Movistar Team, a mesma franquia que ele alinhou no início de sua carreira, quando ele era conhecido como Banesto.

A respeito de Arrieta, disse a L'Équipe: 
". Ele já não conta as horas, os anos passados, com o nariz no vento tentando proteger seu líder por tanto tempo quanto possível" 

Arrieta disse:
| “ | Quando você tem a chance de começar sua carreira numa tão grande equipa e, ao lado de um campeão tão grande como Indurain, você cresce no serviço de sacrifício. Eu não me queixo. Ao contrário, eu tive a oportunidade de viver alguns momentos maravilhosos. Quando Indurain venceu, ou outro ciclista para quem tinhamos decidido a trabalhar, foi uma vitória para todos os homens da equipa também. | ” |